# Obszar ochrony ścisłej Czapliniec (Wielkopolski Park Narodowy)
Obszar ochrony ścisłej Czapliniec – obszar ochrony ścisłej znajdujący się na terenie Wielkopolskiego Parku Narodowego, nad Jeziorem Łódzko-Dymaczewskim (na półwyspie od strony wschodniej) w gminie Stęszew. Powierzchnia obszaru wynosi 4,01 ha.
Przedmiotem ochrony była kolonia czapli siwych (istniało tu w różnych okresach do 15 gniazd). Rezerwat powołano w 1969, a ptaki ostatni raz gniazdowały w tym miejscu w 1982, po czym przeniosły swoją kolonię poza Park Narodowy. Obecnie zalatują tu pojedyncze osobniki, jedynie celem żerowania na jeziorze. W 1993 podjęto decyzję o podtrzymaniu ochrony tego terenu (bór sosnowy), gdyż mogą się tutaj w przyszłości zagnieździć ptaki wodno-błotne.
Przy rezerwacie przebiega szlak turystyczny  czarny z Trzebawia Rosnówka do Starego Dymaczewa.